# Mabel Chinomona
Mabel Memory Chinomona, née le 21 janvier 1958, est une femme politique zimbabwéenne. Elle est l'actuelle présidente du Sénat. 
Auparavant, elle a été vice-présidente de l'Assemblée nationale de 2013 à 2018, et députée de la circonscription de Mutoko Nord jusqu'à son élection à la présidence du Sénat en 2018. Elle est également secrétaire de la Ligue des femmes de la ZANU–PF Women's League (en) depuis  2017.

## Biographie

### Jeunesse et éducation
Chinomona naît le 21 janvier 1958. Elle fréquente le lycée de Nyamuzuwe, où elle obtient son certificat, avant de poursuivre ses études au lycée de Murewa. Elle obtient ensuite des certificats d'études supérieures au Speciss College et au Kushinga Phikelela Polytechnic.
Elle rejoint le mouvement de libération en 1975 pendant la guerre de Bush en Rhodésie.

### Carrière politique
Après l'indépendance du Zimbabwe en 1980, Mabel Chinomona devient présidente de la Ligue des femmes de la ZANU-PF pour la province du Mashonaland oriental. Elle occupe ce poste jusqu’en 1990, date à laquelle elle devient commissaire politique. Elle a également été impliquée dans la Ligue des femmes en tant que directrice du commissariat. Elle a également travaillé au ministère des Collectivités locales pendant dix ans et a occupé le poste de vice-ministre de l’Intérieur.
En février 2016, alors qu'elle est à la tête de la Ligue des femmes de la province du Mashonaland oriental, Mabel Chinomona est suspendue de la ZANU-PF lors d'un vote de défiance du comité de coordination provincial du parti. La raison invoquée est qu'elle a négligé de faciliter un voyage prévu par un groupe de membres de la Ligue des femmes à Harare pour rencontrer le président Robert Mugabe. Cependant, la véritable raison serait son association avec la faction politique Lacoste d'Emmerson Mnangagwa au sein du parti. Selon certaines informations, Sydney Sekeramayi (en), membre influent du parti, serait intervenu en sa faveur. Après le vote de défiance, elle continue à servir dans la Ligue des femmes, mais cette fois en tant que commissaire politique. Après le coup d'État zimbabwéen de 2017, elle accède au poste de secrétaire de la Ligue des femmes. En tant que secrétaire, elle est également automatiquement membre du bureau politique du parti.
Lors des élections générales de 2013, Mabel Chinomona est élue au Parlement pour la circonscription de Mutoko Nord. Elle prête serment le 3 septembre 2013 et est élue vice-présidente de l’Assemblée nationale. Elle est réélue députée de Mutoko Nord en 2018, mais quitte son siège lorsqu'elle est élue présidente du Sénat.

### Vie privée
Mabel Chinomona est veuve et a deux fils et deux filles.